# Birdman (2014.)
Birdman: Neočekivana vizija postojanja, poznatiji pod imenom Birdman je američki satirični film u žanru crne komedije i drame snimljen 2014. godine, kojeg je režirao, producirao i scenirao Alejandro González Iñárritu. Glavne uloge tumače Michael Keaton, Zach Galifianakis, Edward Norton, Andrea Riseborough, Amy Ryan, Emma Stone i Naomi Watts. Keaton igra holivudskog glumca na zalasku karijere poznatom po svojoj herojskoj ulozi u borbi da na Broadway postavi adaptaciju priče Raymonda Carvera.
Birdman je otvorio 71. Međunarodni filmski festival u Veneciji, gdje je premijerno prikazan 27. kolovoza 2014. godine, u konkurenciji za Zlatnog lava. Film se snimao u New Yorku tijekom proljeća 2013. s budžetom od 16,5 milijuna američkih dolara. 17. listopada 2014. godine dobio je ograničeno izdanje u Sjedinjenim Američkim Državama, a široko izdanje je imao 14. studenog. Za distribuciju je bio zadužen Fox Searchlight Pictures. Film je zaradio više od 103 milijuna dolara širom svijeta.
Birdman je dobio odlične kritike, a proglađen je jednim od najboljih filmova 2014. godine od strane raznih organizacija, uključujući i Američki filmski institut i National Board of Review. Bio je nominiran za Zlatni globus na 72. dodjeli, u kategorijama za najbolji film - komedija ili mjuzikl, režiju, filmsku glazbu, a osvojio je nagradu za najbolji scenarij. Keaton je osvojio nagradu za najboljeg glumca, dok su Norton i Stone bili u konkurenciji za najboljeg sporednog glumca i najbolju sporednu glumicu respektivno. Na 87. dodjeli Oscara, Birdman je dobio ukupno devet nominacija, i zajedno s filmom Grand Budapest Hotel, ima najviše nominacija uključujući i nagradu  za najbolji film,  režiju, originalni scenarij. U glumačkim kategorijama nominacije su dobili Keaton, Norton i Stone.

## Radnja
Riggan Thomson (Michael Keaton) je bivši slavni holivudski glumac poznat po ulozi superjunaka Birdmana u hit-filmovima prije mnogo desetljeća. Rigganu se pričinjava glas Birdmana, koji ga kritizira, i onda vidi sebe u stanju levitacije i telekineze. Riggan se nada da će ponovo ostvariti svoju karijeru pisanjem, režijom, i glumom u bradwajskoj adaptaciji kratke priče Raymonda Carvera Što govorimo kad govorimo o ljubavi. Predstavu je producirao Rigganov najbolji prijatelj i odvjetnik Jake (Zach Galifianakis), dok je u glavnoj ulozi Rigganova djevojka Laura (Andrea Riseborough) i po prvi put na Broadwayu glumica Lesley (Naomi Watts). Rigganova kćer Sam (Emma Stone), bivša ovisnica o drogama, služi kao njegova asistentica.
Tijekom proba, osvjetljenje pada na Ralpha. Riggan optužuje Jakea da je namjestio da svjetlo padne kako bi mogao zamijeniti Ralpha. Koristeći poznanstvo s Lesley, Riggan zamjenjuje Ralpha sa sjajnim, ali nestabilnim glumcem Mikeom (Edward Norton), zatim refinancira svoju kuću kako bi obezbijedio novac za ugovor. Prve ocjene kritike su bile katastrofalne: Mike izgleda izgubljen kada mu je gin zamijenjen s vodom, i pokušava da siluje Lesley tijekom jedne seksualne scene. Riggan čita članke iz novina i s ljutnjom izjavljuje da je Mike privukao najveću pažnju, ali Jake ga ohrabruje da nastavi dalje. Kada Riggan hvata Sam dok je pušila marihuanu, ona mu kaže da ništa nije važno i da je njegova predstava uzaludan projekt.
Iza pozornice tijekom završnih scena, Riggan vidi kako Sam i Mike flertuju. On se slučajno zaključava u kazalištu i hoda u svom donjem rublju kroz Times Square kako bi se vratio nazad unutra; međutim, njegova popularnost na internetu doživljava pravu eksploziju. Nakon toga, susreće se s utjecajnom kritičarkom Tabithom Dickinson, koja mu govori da mrzi Hollywood i slavne osobe, koje se samo "pretvaraju" da su glumci, i obećava da će "rasturiti" njegovu predstavu s negativnom ocjenom. Riggan se napija i pada u nesvijest na ulici. Sutradan, on halucinira razgovor s Birdmanom, koji ga pokušava nagovoriti da napravi još jedan film o Birdmanu. U ostatku halucinacije vidi sebe kako leti kroz New York City nazad do pozornice. 
Tijekom predstave, Riggan koristi pravi pištolj u završnoj sceni u kojoj njegov lik ubija sebe. On puca i raznosi sebi nos na sceni i tako zarađuje ovacije od sve publike, samo ne od Tabithe, koja izlazi za vrijeme pljeska. U bolnici, Jake govori Rigganu da je Tabitha dala odličnu ocjenu za predstavu. Nakon što je Sam posjetila Riggana, on se odriče Birdmana i penje se na prozor; kada se Sam vraća, Riggana već nema. Ona gleda dolje na ulicu, zatim u nebo, i onda se osmjehuje.

## Uloge
- Michael Keaton - Riggan Thomson / Birdman
- Edward Norton - Mike Shiner, čuveni broadwajski glumac
- Emma Stone - Sam Thomson, Rigganova kći i asistentica
- Naomi Watts - Lesley, glumica i Mikeova bivša djevojka
- Zach Galifianakis - Jake, Rigganov odvjetnik i prijatelj
- Andrea Riseborough - Laura, glumica i Rigganova djevojka
- Amy Ryan - Sylvia Thomson, Rigganova bivša supruga, Samina mati
- Lindsay Duncan - Tabitha Dickinson, cijenjeni kazališni kritičar
- Merritt Wever - Annie, kazališna redateljica
- Jeremy Shamos - Ralph
- Frank Ridley - g. Roth
- Katherine O'Sullivan - kostimografkinja
- Damian Young - Gabriel

## Vanjske poveznice
- Službena stranica filma
- Birdman na Internet Movie Database